# Allomyia gnathos
Allomyia gnathos là một loài Trichoptera trong họ Apataniidae. Chúng phân bố ở miền Tân bắc.